# Campionats del món de ciclisme en ruta de 2020
Els Campionats del món de ciclisme en ruta de 2020 es disputaren del 24 al 27 de setembre de 2020 a Imola, Itàlia. Inicialment el campionat s'havia de disputar a Suïssa, a les localitats d'Aigle i Martigny, però la federació suïssa de ciclisme renuncià a la seva celebració per culpa de la pandèmia del COVID-19.

## Programa
| Data                      | Prova                    | Localitat (sortida)        | Localitat (final)          | Distància | Voltes |
| ------------------------- | ------------------------ | -------------------------- | -------------------------- | --------- | ------ |
| Contrarellotge individual |                          |                            |                            |           |        |
| Dijous 24 de setembre     | Contrarellotge femenina  | Imola (circuit d'Imola)    | Imola (circuit d'Imola)    | 31.7 km   | 1      |
| Divendres 25 de setembre  | Contrarellotge masculina | Imola (circuit d'Imola)    | Imola (circuit d'Imola)    | 31.7 km   | 1      |
| Cursa en ruta             |                          |                            |                            |           |        |
| Dissabte 26 de setembre   | Cursa en línia femenina  | Imola (circuit d'Imola)    | Imola (circuit d'Imola)    | 143 km    | 5      |
| Diumenge 27 de setembre   | Cursa en línia masculina | Imola (circuit automobile) | Imola (circuit automobile) | 258.2 km  | 9      |

## Resultats
| Prova                            | Or                         | Or         | Plata                      | Plata    | Bronze                     | Bronze   |
| Proves masculines professionals  |                            |            |                            |          |                            |          |
| Cursa en línia masculina detalls | Julian Alaphilippe (FRA)   | 6h 38' 24" | Wout van Aert (BEL)        | + 24"    | Marc Hirschi (SUI)         | + 24"    |
| Contrarellotge masculina detalls | Filippo Ganna (ITA)        | 35' 54.10" | Wout van Aert (BEL)        | + 26.72" | Stefan Küng (SUI)          | + 29.80" |
| Proves femenines elit            |                            |            |                            |          |                            |          |
| Cursa en línia femenina detalls  | Anna van der Breggen (NED) | 4h 09' 57" | Annemiek van Vleuten (NED) | + 1' 20" | Elisa Longo Borghini (ITA) | + 1' 20" |
| Contrarellotge femenina detalls  | Anna van der Breggen (NED) | 40' 20.14" | Marlen Reusser (SUI)       | + 15.58" | Ellen van Dijk (NED)       | + 31.46" |

## Medaller
| Posició | País          | Or | Plata | Bronze | Total |
| 1       | Països Baixos | 2  | 1     | 1      | 4     |
| 2       | Itàlia        | 1  | 0     | 1      | 2     |
| 3       | França        | 1  | 0     | 0      | 1     |
| 4       | Bèlgica       | 0  | 2     | 0      | 2     |
| 5       | Suïssa        | 0  | 1     | 2      | 1     |
| Total   | Total         | 4  | 4     | 4      | 12    |